# 富安保太郎
富安 保太郎（とみやす やすたろう、1864年6月9日（元治元年5月6日）- 1931年（昭和6年）10月26日）は、日本の政治家、実業家。衆議院議員、貴族院多額納税者議員。

## 経歴
筑後国山門郡吉開村（現・福岡県柳川市三橋町吉開）で、柳河藩士・富安昌太郎の長男として生まれる。東京法学院を卒業。
博多商業会議所特別議員、福岡県教育会副会長、瀬高銀行頭取、九州製油社長、博多築港社長、博多電気軌道取締役、九州電気軌道取締役、日本毛織取締役、九州土地信託取締役、九州林業取締役、日本電報通信社取締役、福岡日日新聞社社長（昭和3年8月25日～4年11月22日）などを務めた。
政界では、福岡県会議員、同参事会員、同副議長、同議長を歴任。1908年（明治41年）5月、第10回衆議院議員総選挙で福岡県郡部から出馬して当選。以後、第11回、第12回、第14回総選挙で当選し、衆議院議員を通算4期務め、立憲政友会院内幹事、同政務調査会理事、同協議員を歴任。1924年（大正13年）1月、皇太子（後の昭和天皇）御結婚賢所大前の儀に議員総代三名の一人（全院委員長）として参列。また、1926年（大正15年）福岡県多額納税者として補欠選挙で貴族院多額納税者議員に選出され、同年11月24日に就任し、研究会に所属して死亡するまで在任した。五私鉄疑獄事件で起訴されたが、公判中死亡により免訴となった。